# Héctor Jaramillo Duque
Héctor Jaramillo Duque SDB (* 22. April 1924 in Manizales; † 16. September 1990) war ein kolumbianischer römisch-katholischer Ordensgeistlicher und Bischof von Sincelejo.

## Leben
Héctor Jaramillo Duque trat der Ordensgemeinschaft der Salesianer Don Boscos bei und empfing am 23. September 1950 das Sakrament der Priesterweihe. Papst Paul VI. bestellte ihn am 14. September 1973 zum Apostolischen Präfekten von Ariari. 
Am 3. August 1981 ernannte ihn Papst Johannes Paul II. zum Bischof von Sincelejo. Der Apostolische Nuntius in Kolumbien, Erzbischof Angelo Acerbi, spendete ihm am 20. September desselben Jahres die Bischofsweihe; Mitkonsekratoren waren der Bischof von Santa Marta, Félix María Torres Parra, und der Bischof von Duitama, Jesús María Coronado Caro SDB.